# Möllendorffstraße
Die Möllendorffstraße im Berliner Bezirk Lichtenberg ist eine der ältesten Straßen des Lichtenberger Ortskerns. Sie verläuft in Süd-Nord-Richtung durch die Ortsteile Lichtenberg und Fennpfuhl und ist rund 1550 Meter lang. Die nördliche Fortsetzung führt zum Ortsteil Weißensee und heißt deshalb Weißenseer Weg. Die südliche Fortsetzung als Gürtelstraße gehört zum Ortsteil Friedrichshain im Bezirk Friedrichshain-Kreuzberg.

## Lagebeschreibung

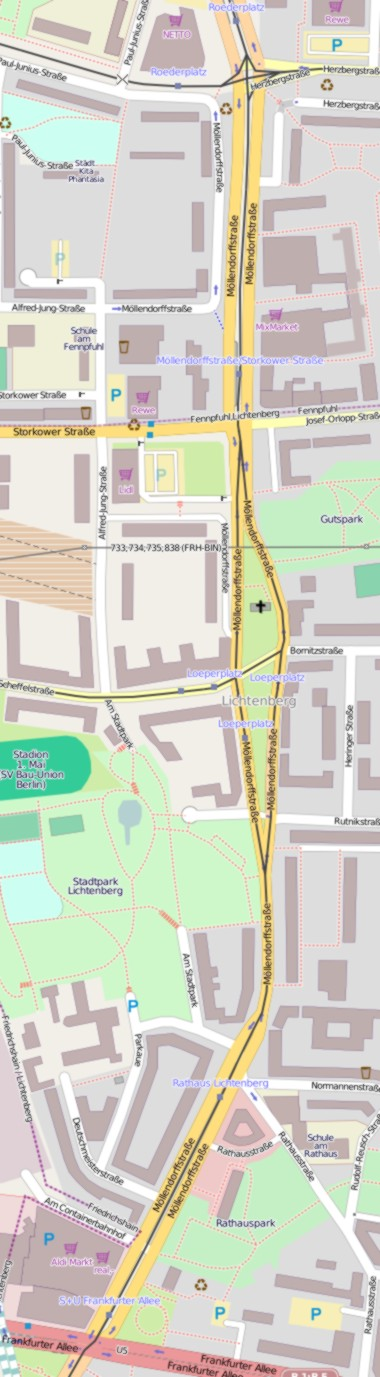
In der Hauptachse: die Möllendorffstraße

Die Hausnummern sind im System der Hufeisennummerierung vergeben. Die Möllendorffstraße beginnt gemäß ihrer amtlichen Nummerierung im Süden an der Kreuzung mit der Frankfurter Allee (Ostseite). Die Gebäude Nummer 1 und 2 wurden im Zweiten Weltkrieg zerstört und nicht wieder aufgebaut. Hier befindet sich jetzt der Stefan-Heym-Platz mit dem Fischerbrunnen und angrenzenden Gebäuden des Quartiers am Rathauspark. Nach der Hausnummer 3 folgt nordwärts eine ausgedehnte Grünfläche, die einen früheren kommunalen Friedhof ersetzt. Nach dem Rathaus Lichtenberg (Hausnummer 6) und der Einmündung der Normannenstraße macht die Straße, bis hierhin durch einen Mittelstreifen zur Führung der Straßenbahngleise getrennt, einen leichten Knick und verengt sich, sodass die Straßenbahn sich die mittlere Fahrspur mit dem Autoverkehr teilen muss. Beidseitig stehen hier Wohnbauten aus verschiedenen Bauzeiten. Im Bereich des einstigen Dorfangers gabelt sich die Straße in zwei Richtungsfahrbahnen um den Loeperplatz herum. Im Kreuzungsbereich Storkower Straße–Josef-Orlopp-Straße treffen die beiden Fahrbahnen wieder zusammen, ab hier wird die Straßenbahn wieder auf einem gesonderten Mittelstreifen geführt. Dieser Straßenabschnitt gehört beidseitig bis zum nördlichen Ende der Möllendorffstraße am Roederplatz zum Ortsteil Fennpfuhl mit den Hausnummern 43–59 (nordwärts) und 60–75 (südwärts). Ab Hausnummer 75a geht der westliche Bereich des Lichtenberger Abschnitts weiter. Die letzte Hausnummer der Möllendorffstraße ist die Nummer 118 und bezeichnet das Ring-Center II und III. Das wurde amtlich dem Ortsteil Friedrichshain zugeordnet und gehört postalisch zur Frankfurter Allee 111.

## Geschichte

### Entstehung und Beschreibung des Zustandes
Es handelt sich um die ursprüngliche Dorfstraße, an der sich das Angerdorf Lichtenberg entwickelte. Zwischen 1909 und 1910 benannte die inzwischen selbstständige Gemeinde den Verkehrsweg nach dem preußischen General Wichard von Möllendorff in Möllendorffstraße. Er hatte ein Grundstück in Lichtenberg erworben und sich darauf ein herrschaftliches Gebäude (Möllendorffsches Schloss) errichten lassen. Nach der ersten Straßenbenennung wurde die Schreibweise mit Doppel-„f“ am 3. Mai 1935 amtlich noch einmal festgeschrieben.
Bei der Straßenumbenennung wurden auch die Grundstücke beziehungsweise Liegenschaften neu nummeriert. Die Dorfstraße hatte ihre Zählung am Anger begonnen, von dort nordwärts bis zur Herzbergerstraße, dann südwärts bis über die Frankfurter Chaussee hinaus und auf der Ostseite wieder bis zum Anger. In den Adressbüchern vom Ende des 19. Jahrhunderts befinden sich beispielsweise unter Dorfstraße 12/13 das Amtslokal, Nummer 30 das Postamt, Nummer 45/45a der Kirchhof, Nummern 45 und 51 Schulen, Nummer 48/49 die Freiwillige Feuerwehr. Nun begann die Hausnummernzählung an der Frankfurter Chaussee.
Die kreuzenden oder einmündenden Straßen wurden infolge der nach dem Ersten Weltkrieg vorgenommenen Lückenbebauung weiter verändert. Bis Mitte der 1920er Jahre reichte beispielsweise die Rüdigerstraße noch bis an die Möllendorffstraße heran. Das Gleiche betrifft die Besitzverhältnisse, so besaß die Stadt Lichtenberg auch die Grundstücke 13/14, auf denen verschiedene Lebensmittelverteilstellen und weitere Instanzen des Rathauses (Steuereinnahmestelle, Militärbüro, Gewerbeamt, Schulamt …) untergebracht waren. Das Grundstück 20/21 gehörte 1918 der Großen Berliner Straßenbahn und diente bis 1913 als Straßenbahnhof. Bis zur Hausnummer 29 (Ecke Bornitzstraße) folgten dann noch Fuhrbetriebe, Gärtnereien, kleine Fabriken. Die Nummern 34–42 bezeichneten Flächen, die dem Rittergutsbesitzer Roeder gehörten. Dem schloss sich bis zur Herzbergstraße ein Baugelände der Terraingesellschaft Lichtenberg an.
Unter der Hausnummer 5 ist in den Adressbüchern vom Anfang des 20. Jahrhunderts das Gebäude der 1. und 2. Lichtenberger Gemeindeschule eingetragen. Nach deren Umzug in die damalige Wördenstraße  wurde das Gebäude ab Mitte der 1920er Jahre für Einrichtungen des Bezirksamts genutzt (Finanzamt, Schulverwaltung, Volksbücherei).
Für Schwerhörige gab es unter der Adresse Möllendorffstraße 53 eine Produktionsstätte für Hörapparate.
Auf der westlichen Seite (Nummern 62–69) unterhielt die Landesversicherungsanstalt Berlin eine Tuberkulin-Station. Unter den Hausnummern 74 und 75 sind eine Hutfabrik, die „Deutsche Einfuhr- und Vertriebsgesellschaft“ sowie die „Ostpreußische Viehzentrale GmbH“ angegeben. Die Nummer 111 gehörte wieder der Stadt Lichtenberg, die im Jahr 1910 hier das Büro des Kanalisationsverbandes, später die Verwaltung ihrer Städtischen Gas-, Wasser- und Elektrizitätswerke angesiedelt hatte. Der damalige Güterbahnhof trug die Nummer 118 und hatte noch keine eigene Zufahrtsstraße. Die Hausnummern endeten mit der 123 an der Ecke zur Frankfurter Allee. Im Jahr 1918 waren noch einige Parzellen in der Möllendorffstraße unbebaut.

### Spätere Veränderungen
In der DDR wurde 1976 die Straße nach dem französischen kommunistischen Politiker Jacques Duclos umbenannt. Nach der Wende folgte das Bezirksamt Lichtenberg der Empfehlung des Berliner Senats, nach Sozialisten oder Kommunisten benannte Straßen zurückzubenennen. Bei der feierlichen Enthüllung der neuen Straßenschilder am 9. Januar 1992 war der Name mit nur einem „f“ geschrieben, was schnellstens korrigiert werden musste.

## Bemerkenswerte Bauwerke oder Ensembles

### Ohne Nummer
An der Möllendorffstraße wurde im Jahr 1915 ein Denkmal aufgestellt, das nach seinem Sujet das Vier-Schwerter-Denkmal genannt wurde, nach seinem Zweck auch das Nageldenkmal war. Eine mehrere Meter hohe hölzerne Vierkantsäule trug auf jeder Seite ein in das Holz kunstvoll gestaltetes eingelassenes überdimensionales Schwert. Das Denkmal diente als Spendensammelstelle, denn für mindestens einen Groschen konnten (und sollten) die Menschen einen silbernen oder eisernen Nagel kaufen und diesen in die Holzsäule einschlagen. Die Einnahmen waren zur Finanzierung der Fortführung des Ersten Weltkriegs vorgesehen.

### Ostseite, Hausnummernbereich 3–10

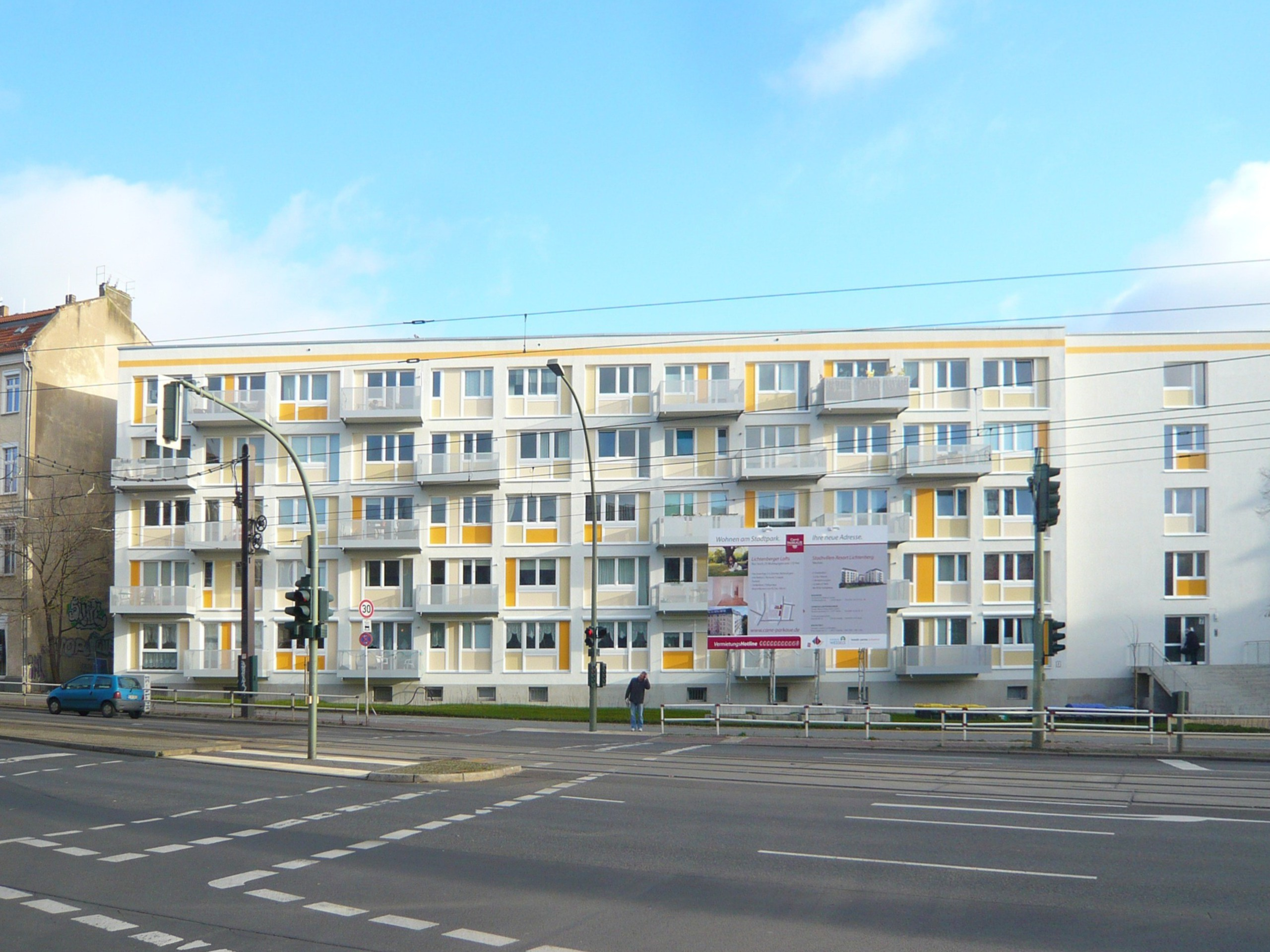
Durch Umbau entstandenes neues Wohnhaus an der Ecke Normannenstraße

- 3: Erhaltenes und saniertes Wohnhaus
- 4: ehemaliger Kirchhof[3]
- 5: um 1900 fertiggestellte 1. und 2. Gemeindeschule, diente vor dem Ende des Ersten Weltkriegs als Kaserne[12]; später für Einrichtungen des Bezirksamts genutzt, im Zweiten Weltkrieg zerstört[13]
- 6: Rathaus Lichtenberg
- 7–9: Verwaltungsgebäude des VEB Fortschritt Herrenbekleidung aus der DDR-Zeit, durch Totalumbau seit 2011 ein Appartement-Haus.
- 10: eines der wenigen durch den Krieg nicht zerstörten Wohngebäude auf der Ostseite dieser Straße mit Geschäftsräumen im Erdgeschoss
 Im Haus Nummer 9 wohnte 1918–1919 der Schriftsteller und Arzt Alfred Döblin bei seiner Mutter und dem ältesten Bruder, bevor er eine eigene Arztpraxis in der Frankfurter Allee eröffnete.[14]

### Ostseite, Hausnummernbereich 11–42

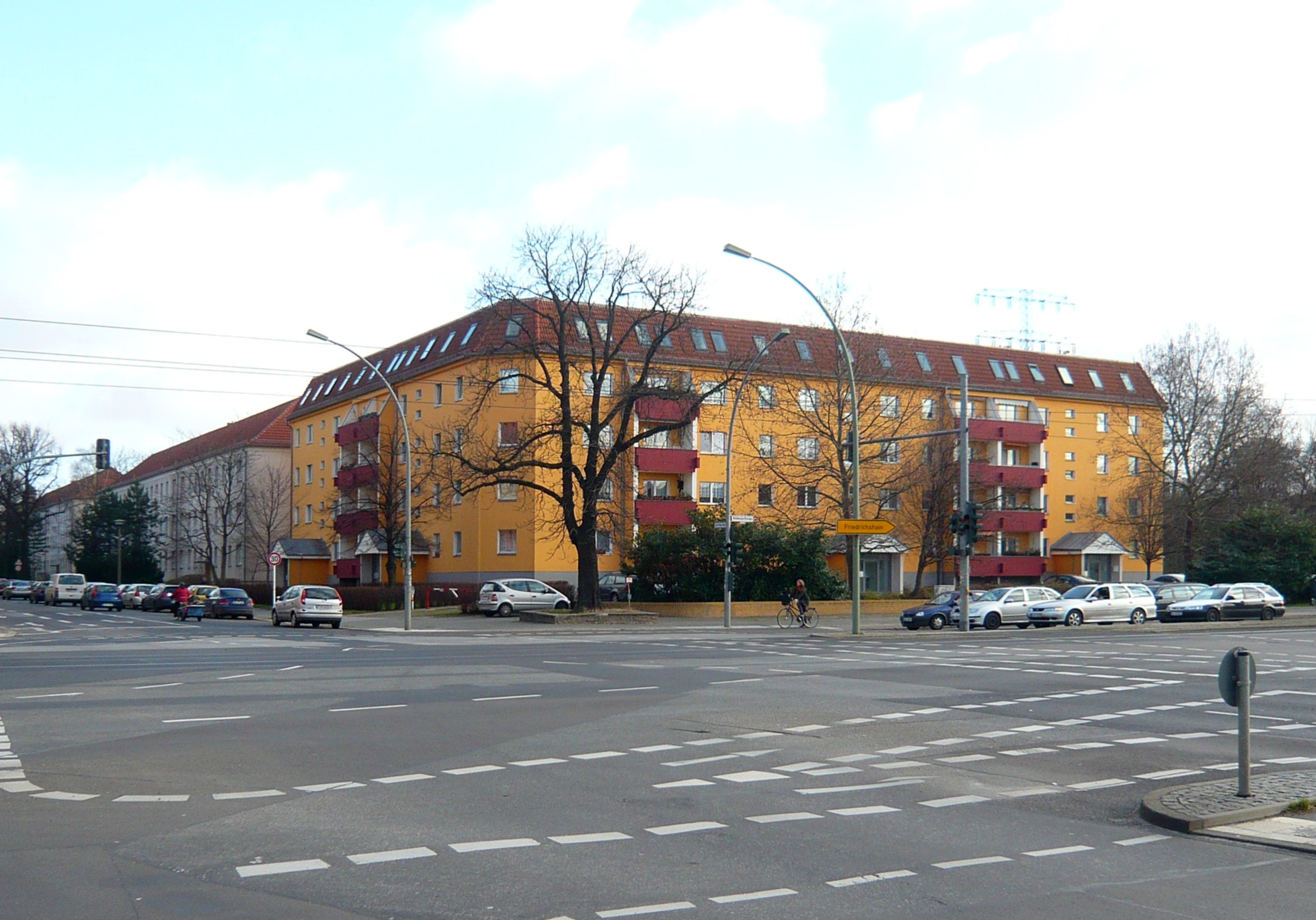
Wohnblock an der Ecke Josef-Orlopp-Straße, 2012

- 11–22: In der DDR-Zeit errichtete viergeschossige typisierte Plattenbauten
- 25/26: Hier standen um die Jahrhundertwende (1900) die Festsäle von Paul Schwarz, die nach dessen Tod von H. Eschwey weitergeführt wurden. Der große Festsaal verfügte über eine Parketttanzfläche und Platz für mehr als 100 Besucher[15]
- 33: Alte Pfarrkirche Lichtenberg, Pfarrhaus
- alter Dorfanger (Loeperplatz)
- 42: gelb verputzter Wohnblock an der Einmündung der Josef-Orlopp-Straße, der noch in der DDR-Zeit begonnen worden war
 Nach der Wende wurde diskutiert, ihn abzureißen oder nach Neuplanungen fertig zu bauen. Nach Bürgerprotesten entschied das Bezirksamt, den Bau zu vollenden.

### Ostseite, Hausnummernbereich 43–59
- Möllendorff-Passage
 Der Einkaufskomplex gehört zum Ortsteil Fennpfuhl und wurde auf dem Areal der vormaligen Gärtnerei Bonack errichtet.
- Bürotrakt,
 kurz nach 1990 errichtet von einer Immobilienfirma aus Bayern
- Platten-Wohnbauten vom Ende 1970er Jahre, bei der umfassenden Rekonstruktion außen mit einem markanten Regenbogen-Motiv versehen
- In der Möllendorffstraße 49 befindet sich die Betriebsleitzentrale der ODEG sowie die ODEG-Akademie, eine Ausbildungs- und Schulungseinrichtung.[16]

### Westseite, Hausnummernbereich 60–75

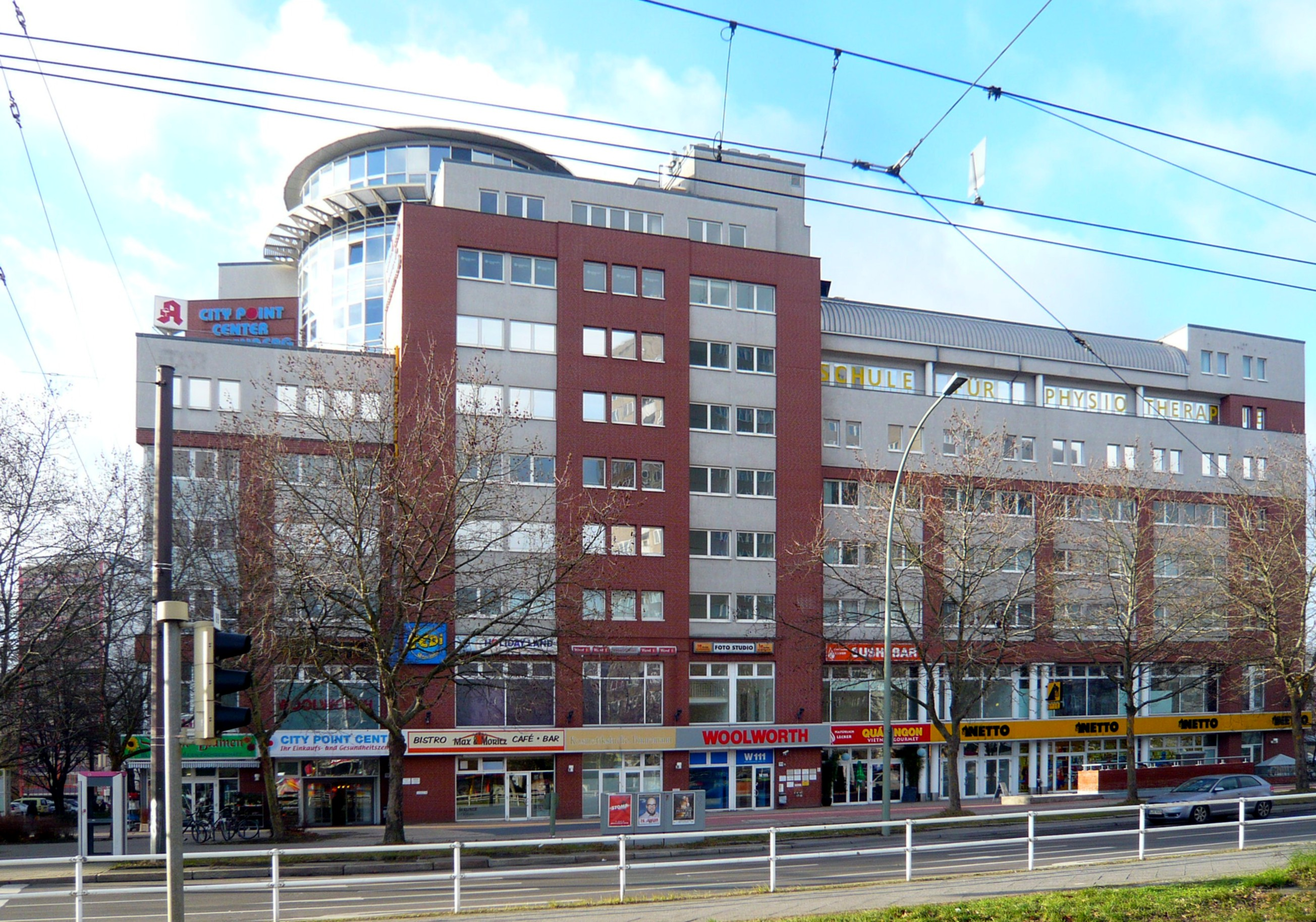
Das „CityPointCenter“ markiert das nördliche Ende der Möllendorffstraße, gehört aber verwaltungsmäßig zum Weißenseer Weg 111.

- 66/67: Kindereinrichtung Märchenland,
 Sie wurde in den 1920er Jahren als Kinderheim für Waisenkinder aus der früheren Tuberkulose-Isolierstation umgebaut. – Nach einem Baustellenschild war 2010 beabsichtigt, das vorhandene zweigeschossige Bauwerk in einen umfassenden dreigeschossigen Neubau zu integrieren und den Komplex zu einem Mehrgenerationenhaus zu erweitern. Die Arbeiten sollten finanziell von der Deutschen Behindertenhilfe „Aktion Mensch“ e. V. und dem Land Berlin gefördert werden. Die Planungen sahen einen Umbauzeitraum von Mai 2011 bis August 2012 vor. Zum Jahresende 2012 war das Baustellenschild abgebaut und somit ist die Realisierung zurückgestellt.Nordabschnitt der Möllendorffstraße im Ortsteil Fennpfuhl

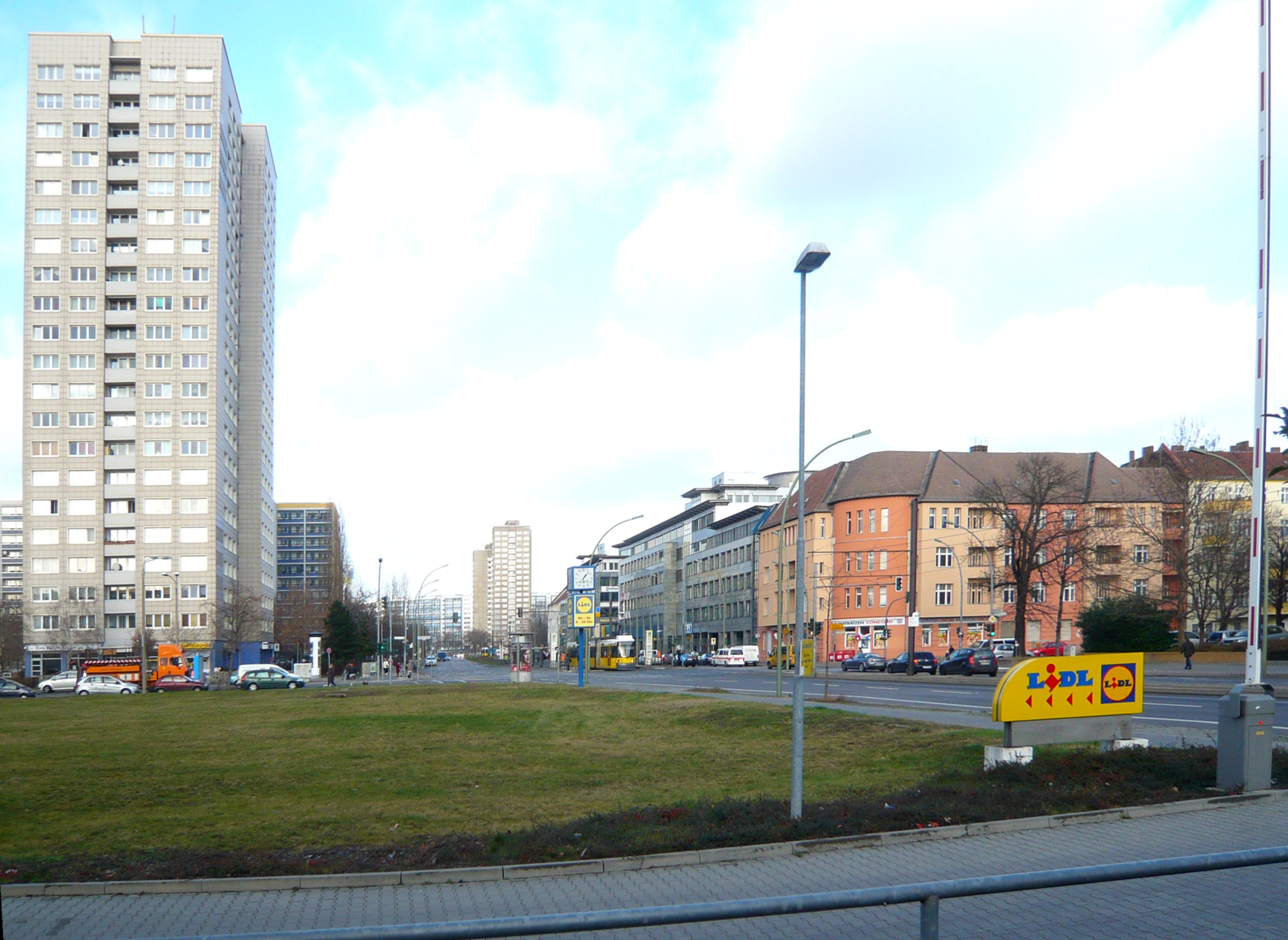
Nordabschnitt der Möllendorffstraße im Ortsteil Fennpfuhl

- 20-geschossiges Plattenhochhaus direkt an der Ecke Storkower Straße,
 in dessen Erdgeschossbereich anfangs das Café Sonja angesiedelt war, das ab 1990 unter dem geänderten Namen Sergeant Pepper weiter betrieben wurde. Inzwischen gibt es eine neue Bewirtschaftung, und das Kiezlokal mit Darts- und Skat-Spielmöglichkeit heißt nun Zum Dicken.
 An dieser Ecke befindet sich der ehemalige Korallenbrunnen, der nach Entwurf der Künstlerin Toni Mau entstand und 1976 aufgestellt wurde. Das Wasser ist dauerhaft abgestellt und das Brunnenbecken als Plattform gestaltet.[17]
- Auf der südwestlichen Ecke dieser Kreuzung
 stand bis etwa 2005 ein zweigeschossiger Bau in einem mit einer Mauer umgebenen Areal. Bis 1990 befand sich darin eine mobile Einheit der Volkspolizei. Nach 1990 richtete diese Polizeidienststelle hier kurzfristig eine Pass- und Meldestelle ein. Schließlich wurde das Gebäude abgerissen und die Fläche begrünt. Sie begrenzt nunmehr einen großen Parkplatz des Lebensmitteldiscounters Lidl.

### Westseite, Hausnummernbereich 76–117
- Im Nordwestbereich der Kreuzung Scheffelstraße
 steht ein Wohnhaus, in dem zwischen 1950 und 1990 im Erdgeschoss eine Filiale der Post der DDR untergebracht war. Anschließend wurden die Räumlichkeiten von mehreren Gastwirten gepachtet, dann standen sie leer. Inzwischen gibt es einen Hochzeitsausstatter darin (Stand: Januar 2012).
- 90b: Hier ist der Eingang zur AlexA Seniorenresidenz Berlin-Lichtenberg, die sich im ruhigen Hofbereich angesiedelt hat.[18]
- 102/103: Direkt neben dem Stadtpark Lichtenberg wurde nach 1990 auf der Fläche eines vormaligen Recyclinghofs (SERO) der Senioren-Wohnpark Lichtenberg GmbH eröffnet.[19]
- Das letzte markante Bauensemble ganz im Süden der Möllendorffstraße
 ist das Ring-Center II mit dem vorgesetzten Neubau der Galerie Kaufhof / Ring-Center III. Vor seiner Errichtung gab es Pläne, ein Hochhaus hier entstehen zu lassen.

## Grünanlagen und Gedenkstätten
- Grünfläche auf einem früheren Friedhof, inzwischen als Rathauspark Lichtenberg bezeichnet

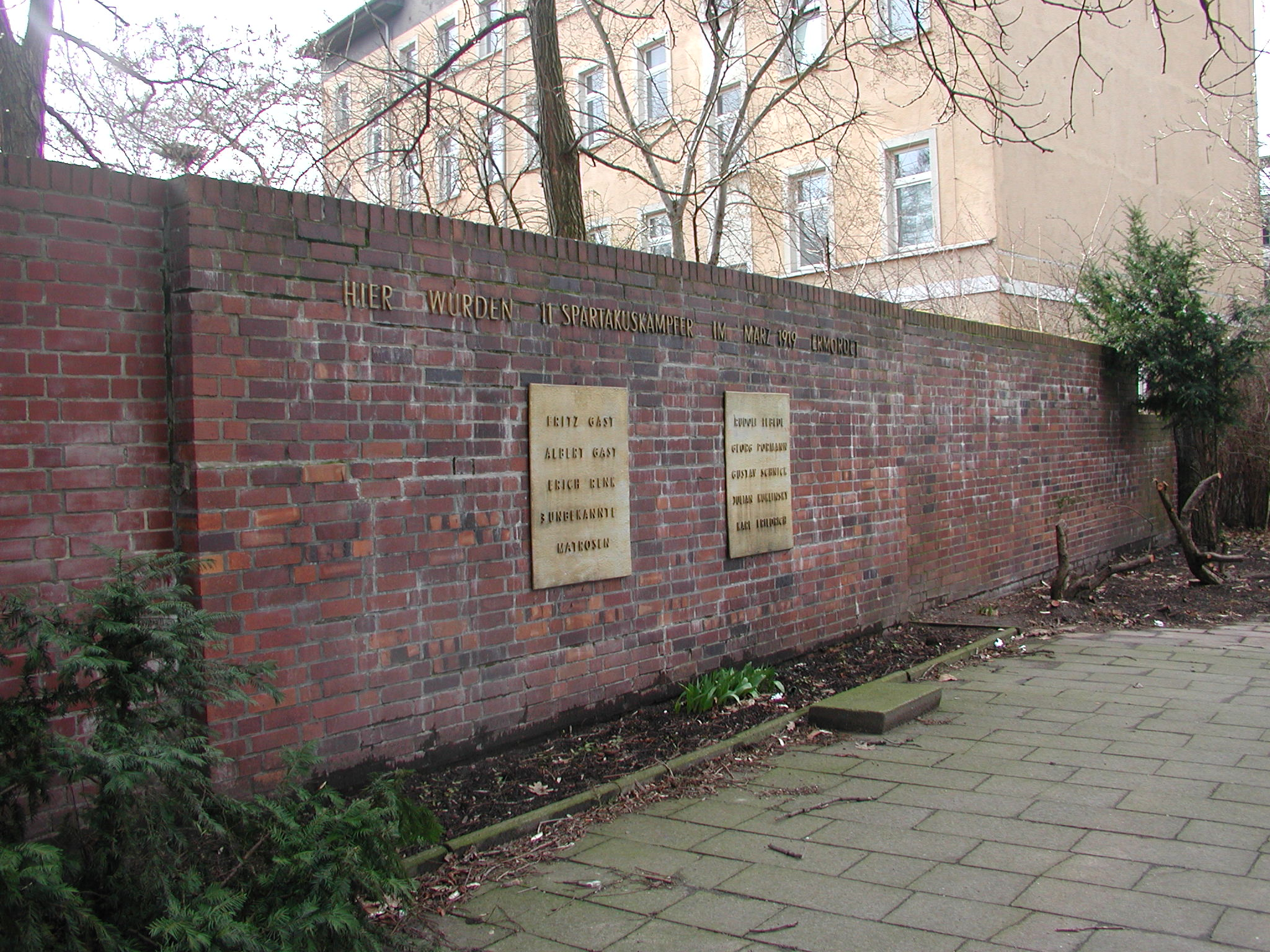
Möllendorffstraße mit der Gedenkmauer

 mit dem Grab der Wilhelmine Loeper, dessen eisernes Grabkreuz denkmalgeschützt ist.[20]Möllendorffstraße mit der Gedenkmauer
- Blutmauer:
 eine Gedenkstätte für elf Spartakuskämpfer und Rote Matrosen, die im März 1919 an dieser Friedhofsmauer erschossen wurden.[21] Die Gedenkstätte wurde 1978 von Hans Füssel entworfen. Die Mauer gehört zu den Überresten des Alten Gemeindefriedhofes von Lichtenberg, der schon im 13. Jahrhundert angelegt und 1923 geschlossen wurde.[22]
- Am Dorfanger wurde um 1950 ein Ehrenmal für die Opfer des Faschismus
 aufgestellt. Es besteht aus Sandstein, Stahl und Natursteinen und mahnt mit der Tafelinschrift „Zum ehrenden Gedenken an die ermordeten antifaschistischen Widerstandskämpfer 1933–1945“ an die Schrecken des Hitlerregimes. Der Künstler der Stele ist nicht bekannt.
- Zwischen dem Gelände des Pfarrgrundstücks und der Eckbebauung an der Josef-Orlopp-Straße befindet sich eine kleine Parkanlage, der Gutspark Lichtenberg. Hier stehen mehrere Baumdenkmale. Am Zugang zum Gutspark wurden im Dezember 2022 Gedenktafeln zum historischen Ortskern Lichtenbergs aufgestellt.[23]

## Kunst in der Möllendorffstraße

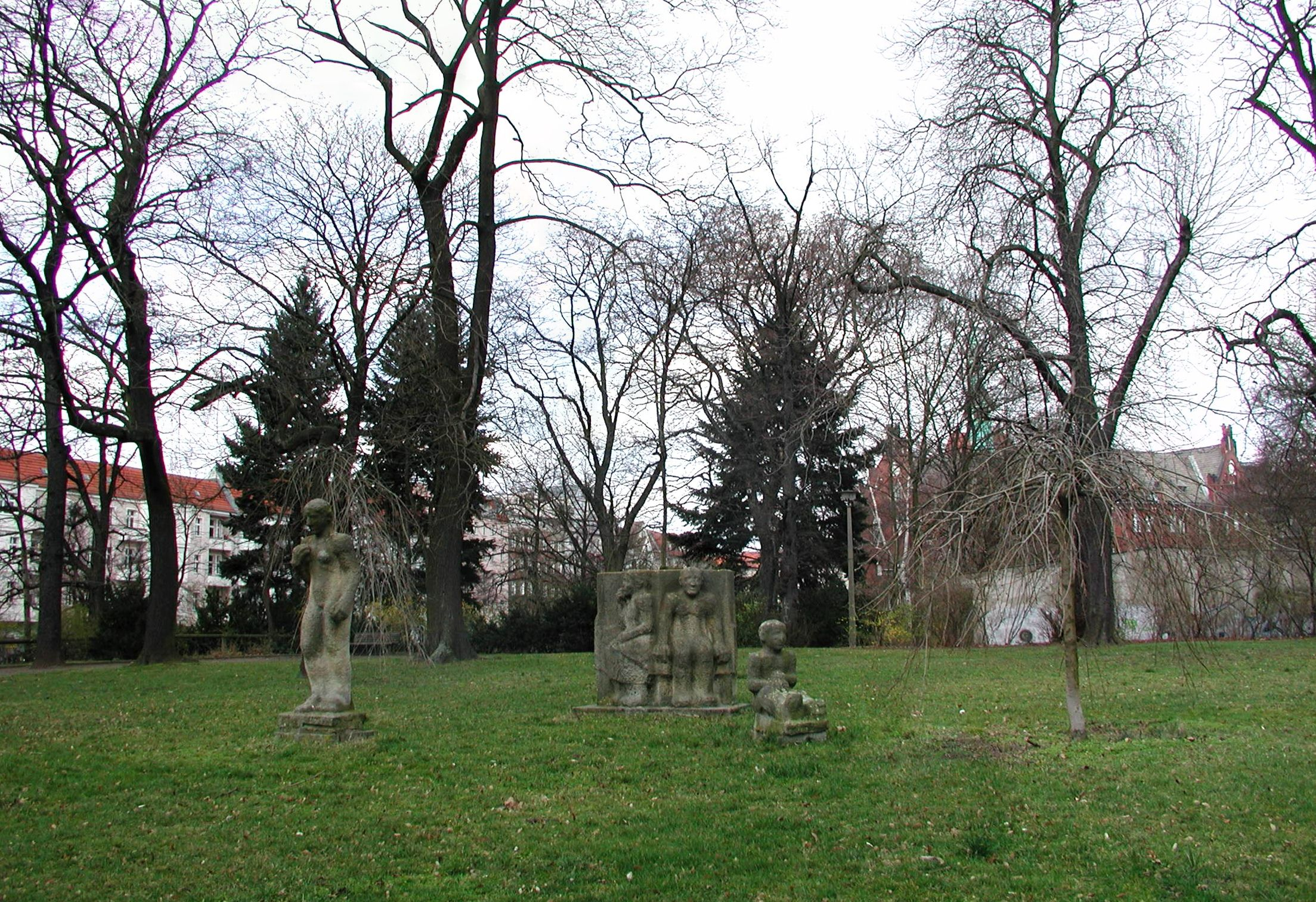
Erben der Spartakuskämpfer

- Direkt an der Ecke Frankfurter Allee befand sich lange Zeit auf einem enttrümmerten Grundstück der Fischerbrunnen. Die zentrale Bronzeskulptur entstand zu Beginn des 20. Jahrhunderts in der Werkstatt von Hans Latt und war ursprünglich im Eintrittsbereich zum Stadtpark aufgestellt. Als Brunnenensemble wurde es ringförmig erweitert und nach einer totalen Sanierung an der genannten Straßenkreuzung in einem kleinen Park aufgestellt. Die Anlage samt Brunnen trägt seit Herbst 2014 den Namen Stefan-Heym-Platz.

Der Brunnen wurde Mitte der 2010er Jahre abgebaut und eingelagert, weil die Howoge dicht daneben ein neues Wohnensemble errichten lässt. Nach Beendigung des Hochhausbaus wurde der Fischerbrunnen in einem neuen weitläufigen Wasserbecken erhöht auf einem neuen Podest aufgestellt und im Sommer 2021 wieder in Betrieb genommen.
- Auf einer leicht erhöhten Stelle der Rasenfläche des vormaligen Kirchhofs, in der Nähe des oben erwähnten Grabes der Wilhelmine Loeper, steht ein Sandsteinensemble mit dem Titel Erben der Spartakuskämpfer. Es besteht aus einer kleinen (93 Zentimeter hohen) und einer großen Einzelfigur (205 Zentimeter hoch) sowie einem zentralen Relief mit der Darstellung eines älteren Paares. Die Skulptur wurde von Emerita Pansowová im Auftrag des damaligen Stadtbezirks angefertigt und 1989 aufgestellt.[24]
- In Höhe des Stadtparks, der zwischen der Parkaue und der Kielblockstraße die Möllendorffstraße tangiert, schmücken verschiedene Bronzefiguren den Park. Ein auf diesem Grünstreifen Ende des 19. Jahrhunderts aufgestellter Obelisk für Friedrich den Großen wurde wohl nach dem Ersten Weltkrieg beseitigt.
- Auf der Grünfläche nördlich der Alten Pfarrkirche befindet sich die Figur Der Sämann (Julius Loeper), und neben dem Kirchenportal steht auf einem Podest die künstlerisch gestaltete marmorne Urnenkopie der Anna Katharina von Schadow, die der Sohn und berühmte Bildhauer Johann Gottfried Schadow seiner „besten Mutter zum Gedenken“ aufstellen ließ.Reste eines Tröpfelbrunnens vor dem Haus Möllendorffstraße 75

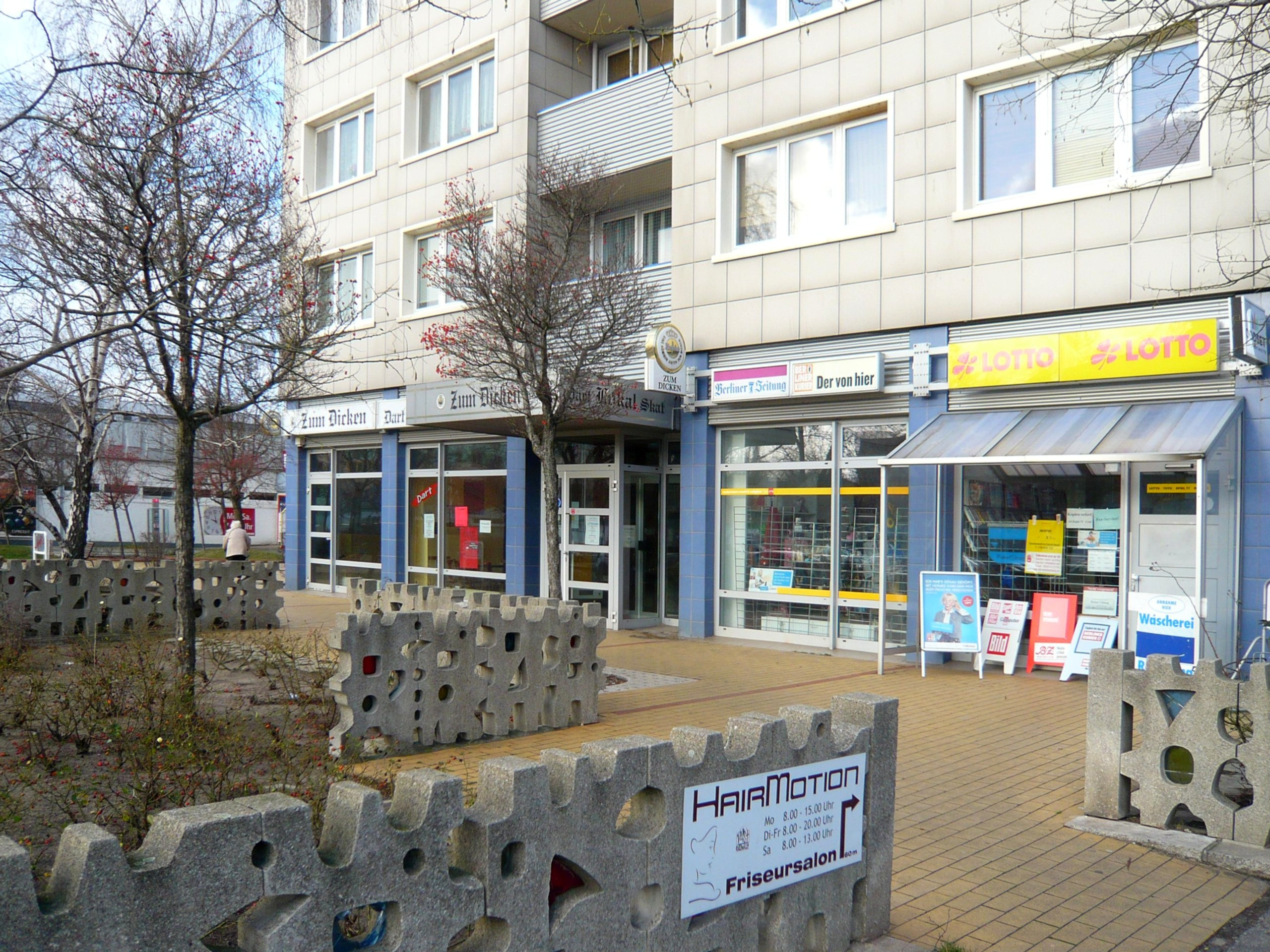
Reste eines Tröpfelbrunnens vor dem Haus Möllendorffstraße 75

- Ein Brunnen vor dem Kiezlokal Zum Dicken im Hochhaus an der Ecke Storkower Straße, bestehend aus Beton und farbigem Glas, wurde 1979 in Betrieb genommen. Der Entwurf stammt von der Künstlerin Toni Mau und stellt drei zusammengewachsene Korallenstöcke dar; die Durchbrüche sind mit verschieden gefärbtem Glas verkleidet.[25] Das Wasser ist inzwischen dauerhaft abgestellt, das Brunnenbecken eingeebnet und der Korallenstock bildet eine zentrale Skulptur in einer kleinen Grünanlage.[17]
- An einem Wohnhaus Ecke Am Containerbahnhof wurde in den 1980er Jahren ein Giebelbild mit einer großformatigen Darstellung eines Container-Lkw im Auftrag des Stadtbezirks von Lothar Scholz[26] angefertigt. Es ist durch die nachfolgenden Bauaktivitäten nicht mehr erhalten.

## Verkehr

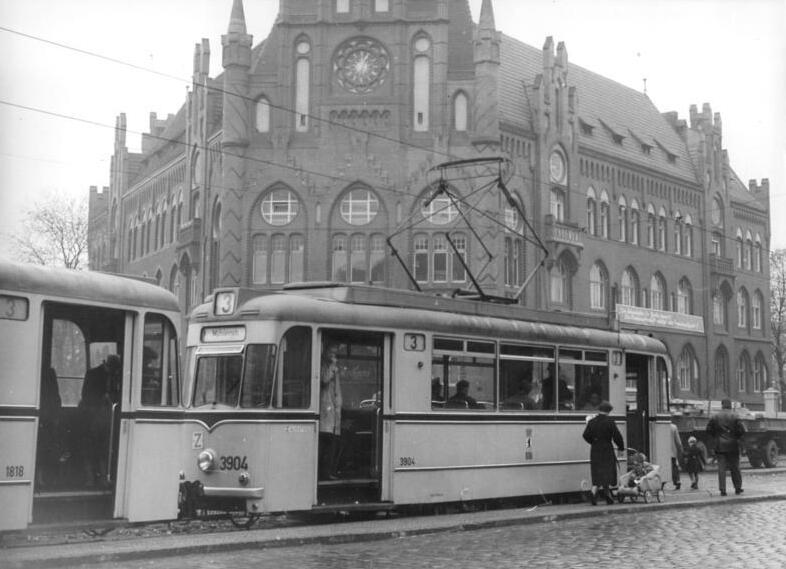
Straßenbahn Linie 3 am Rathaus Lichtenberg; 1969

Die Straße ist in voller Länge mindestens zweispurig befahrbar und in der Mitte verkehrt die Straßenbahn. Die erste Linie durch die Straße in Richtung Herzberge ging am 12. Juni 1893 in Betrieb und wurde von der Neuen Berliner Pferdebahn-Gesellschaft betrieben. Die Gesellschaft ging zur Jahrhundertwende in der Großen Berliner Straßenbahn auf, die am 1. Oktober 1901 den elektrischen Betrieb auf der Strecke einführte. Ab dem 1. Juli 1913 befuhr zusätzlich die Flachbahn der Hochbahngesellschaft die südliche Möllendorffstraße und im weiteren Verlauf die Normannenstraße. Die Liniennummern haben sich seit der Verlegung der ersten Gleisanlagen mehrfach geändert, und es sind auch einige hinzugekommen. Nur die Metrotram M13 (früher Linie 3, siehe Bild) fährt noch immer auf der historischen Strecke. Zwischen 1956 und 1973 verkehrte die O-Bus-Linie O30 auf dem Nordabschnitt der Möllendorffstraße. Seit der Einstellung des O-Busbetriebs in Ost-Berlin wird der Fahrgasttransport in West-Ost-Richtung mit einer Omnibuslinie durchgeführt, die auf dem Straßenzug Storkower Straße–Josef-Orlopp-Straße die Möllendorffstraße quert. An ihrem südlichen Ende kann die Möllendorffstraße vom U-Bahnhof Frankfurter Allee erreicht werden.